# Scaphopetalum
Genre
Scaphopetalum est un genre de plantes de la famille des Malvaceae.

## Liste d'espèces
Selon Catalogue of Life (27 septembre 2017) :
- Scaphopetalum acuminatum Engl. & K. Krause
- Scaphopetalum amoenum A. Cheval.
- Scaphopetalum blackii Mast.
- Scaphopetalum brunneopurpureum Engl. & K. Krause
- Scaphopetalum dewevrei De Wild. & Th. Dur.
- Scaphopetalum discolor Engl. & K. Krause
- Scaphopetalum longepedunculatum Mast.
- Scaphopetalum macranthum K. Schum.
- Scaphopetalum mannii Mast.
- Scaphopetalum ngouniense Pellegr.
- Scaphopetalum obiangianum M.E.Leal
- Scaphopetalum pallidinerve Engl. & Krause
- Scaphopetalum parvifolium E. G. Baker
- Scaphopetalum paxii H. Winkler
- Scaphopetalum riparium Engl. & K. Krause
- Scaphopetalum stipulosum K. Schum.
- Scaphopetalum talbotii E. G. Baker
- Scaphopetalum thonneri De Wild.
- Scaphopetalum vanderystii Germain
- Scaphopetalum zenkeri K. Schum.

Selon NCBI (27 septembre 2017) :
- Scaphopetalum amoenum
- Scaphopetalum blackii
- Scaphopetalum thonneri

Selon The Plant List (27 septembre 2017) :
- Scaphopetalum amoenum A.Chev.
- Scaphopetalum blackii Mast.
- Scaphopetalum dewevrei De Wild. & T.Durand
- Scaphopetalum discolor K. Schum. & Engl.
- Scaphopetalum letestui Pellegr.
- Scaphopetalum macranthum Hutch. & Dalziel
- Scaphopetalum ngouniense Pellegr.
- Scaphopetalum parvifolium Baker f.
- Scaphopetalum talbotii Baker f.
- Scaphopetalum thonneri De Wild. & T.Durand
- Scaphopetalum vanderystii R. Germ.
- Scaphopetalum zenkeri K.Schum.

Selon Tropicos (27 septembre 2017) (Attention liste brute contenant possiblement des synonymes) :
- Scaphopetalum acuminatum Engl. & K. Krause
- Scaphopetalum amoenum A. Chev.
- Scaphopetalum blackii Mast.
- Scaphopetalum brunneo-purpureum Engl. & Krause
- Scaphopetalum dewevrei De Wild. & T. Durand
- Scaphopetalum discolor K. Schum. & Engl.
- Scaphopetalum letestui Pellegr.
- Scaphopetalum longepedunculatum Mast.
- Scaphopetalum macranthum Hutch. & Dalziel
- Scaphopetalum mannii Mast.
- Scaphopetalum ngouniense Pellegr.
- Scaphopetalum obiangianum M.E. Leal
- Scaphopetalum parvifolium Baker f.
- Scaphopetalum paxii H.J.P. Winkl.
- Scaphopetalum riparium Engl. & K. Krause
- Scaphopetalum stipulosum K. Schum.
- Scaphopetalum talbotii Baker f.
- Scaphopetalum thonneri De Wild. & T. Durand
- Scaphopetalum vanderystii R. Germ.
- Scaphopetalum zenkeri K. Schum.